# 岐阜大学の人物一覧
岐阜大学の人物一覧（ぎふだいがくのじんぶついちらん）は、岐阜大学に関係する人物の一覧記事。

## 教職員
- 鈴木優 - 工学部准教授
- 竹内章郎 - 地域科学部教授、日本哲学会理事、元唯物論研究協会委員長
- 内藤治夫 - 工学部教授、電気学会学術振興賞論文賞
- 船田秀佳 - 教養教育推進センター非常勤講師、中国語・TOEIC参考書などを執筆
- 別府哲 - 教育学部教授、日本発達心理学会論文賞

## 元教職員
- 大松勉 - 元連合獣医学研究科講師、獣医学者（疫学）、獣医師、東京農工大学大学院准教授
- 千島喜久男‐元農学部教授、生物学者（血液学）、瑞宝章受賞
- 寺島隆吉‐元教養部～教育学部教授、教育学者（英語教育学）

## 出身者

### 教育・研究
- 疇地宏 - 大阪大学教授、物理学者、工卒
- 安藤匡子 - 鹿児島大学准教授、獣医師、獣医学者、獣医院卒
- 磯野日出夫 - 岐阜大学名誉教授、平成医療短期大学学長・教授、医学者、医科大卒
- 井上真吾 - 長崎大学熱帯医学研究所教授、獣医師、ウイルス学者、獣医院卒
- 今村泰二 - 茨城大学名誉教授、動物学者、紫綬褒章受章、ミズダニ研究の世界的権威、高農卒
- 上野一惠 - 岐阜大学名誉教授、岐阜医療技術短期大学元学長、細菌学者、農卒
- 奥川雅之 - 愛知工業大学准教授、ロボット工学者、工卒
- 川上憲人 - 東京大学名誉教授、元東京大学副医学部長、元日本産業衛生学会理事長、元日本産業ストレス学会理事長、精神科医、紫綬褒章受賞、医卒
- 駒田格知 - 名古屋女子大学教授、魚類学者、農院卒
- 後藤忠彦 - 岐阜大学名誉教授、岐阜女子大学副学長、元岐阜大学教育学部長、教育工学者、教育卒
- 坂本与市 - 酪農学園大学短期大学部元学長、昆虫学者、農卒
- 塩見美喜子 - 東京大学教授、分子生物学者、猿橋賞受賞、農卒
- 椙山今子 - 椙山女学園創設者で椙山正弌の妻、教育者、師範卒
- 椙山正弌 - 椙山女学園創設者で初代学長・理事長、教育者、師範卒
- 高岡健 - 日本児童青年精神医学会理事、精神科医・岐阜大学医学部助教授、医卒
- 手代木渉 - 弘前大学学長、発生生物学者、高農卒
- 都築利夫 - 北海学園北見大学（現北海商科大）教授、農業経済学者、政治家、農卒
- 服部正平 - 東京大学名誉教授、早稲田大学教授、生物学者、工卒
- 福岡正信 - 自然農法創始者、農学者、思想家、高農卒
- 森知也 - 京都大学経済研究所教授、経済学者、工卒
- 森信人 - 京都大学防災研究所副所長・教授、文部科学省技術参与、海岸工学者、工卒
- 森裕城 - 同志社大学教授、政治学者、教育卒
- 森次保雄 - 元国立予防衛生研究所副所長、微生物学者、医科大卒
- 山田泰広 - 東京大学教授、元京都大学教授、日本学士院学術奨励賞受賞、日本学術振興会賞受賞、医学者、医卒

### 文化・芸能
- 赤座憲久‐児童文学者、元大垣女子短大教授、師範卒
- 上田正樹 - R＆B・ソウルシンガー、シンガーソングライター
- 岡野宏典 - シンガーソングライター、教育卒
- 片山滉 - 俳優
- 桂鷹治 - 落語家、地域卒
- かわら長介 - 放送作家、コメディ脚本家、教育卒
- 岸武雄‐教育者、児童文学者、元岐阜教育大（現岐阜聖徳学園大）教授、師範卒
- 竹田津実‐写真家、随筆家、絵本作家、農卒
- 山口千景 - タレント、看護卒

### 経済・産業
- 市橋保彦 - 日野自動車社長・会長、ものつくり大学会長、工卒
- 岩田義文 - イビデン会長、工卒
- 熊切直美 - 大東建託社長、農卒
- 竹中登一 - アステラス製薬社長・会長、日本製薬団体連合会会長、東京大学特任教授、紫綬褒章、大河内記念賞、農卒
- 土屋総二郎 - 元デンソー副社長、元日本プラントメンテナンス協会会長、元日本機械学会副会長、工院卒

### 官界
- 堀場和夫 - 元名古屋市副市長、上飯田連絡線副社長、名古屋ガイドウェイバス副社長、名古屋フィルハーモニー交響楽団副理事長
- 土川健之 - 元日本中央競馬会理事長、農卒
- 山田喜美雄 - 元名古屋市上下水道局技術本部長、日本ダクタイル鉄管協会中部支部長、工卒

### 政治
- 真鍋賢二 - 元参議院議員、元国務大臣・環境庁長官、元裁判官弾劾裁判所裁判長、農卒
- 藤原勉 - 本巣市長、元岐阜県議会事務局長、教育卒
- 山川弘保 - 郡上市長。外科医。医卒

### スポーツ
- 戸田京介 - ラグビーレフリー